# Rajon Balaklija
Der Rajon Balaklija (ukrainisch Балаклійський район/Balaklijskyj rajon; russisch Балаклейский район/Balakleiski rajon) war eine Verwaltungseinheit innerhalb der Oblast Charkiw im Osten der Ukraine. Der Rajon, welcher 1923 gegründet wurde, hatte eine Fläche von 1986,44 km² und eine Bevölkerung von etwa 80.000 Einwohnern. Der Verwaltungssitz befand sich in der namensgebenden Stadt Balaklija.
Am 17. Juli 2020 kam es im Zuge einer großen Rajonsreform zum Anschluss des Rajonsgebietes an den Rajon Isjum.
Auf kommunaler Ebene war der Rajon in 1 Stadtratsgemeinde, 3 Siedlungsratsgemeinden und 20 Landratsgemeinden unterteilt, denen jeweils einzelne Ortschaften untergeordnet waren.
Zum Verwaltungsgebiet gehörten:
- 1 Stadt
- 3 Siedlungen städtischen Typs
- 56 Dörfer
- 9 Ansiedlungen